# Pseudotrigonidium personatum
Pseudotrigonidium personatum är en insektsart som beskrevs av Desutter-grandcolas 2009. Pseudotrigonidium personatum ingår i släktet Pseudotrigonidium och familjen syrsor. Inga underarter finns listade i Catalogue of Life.